# Japanagromyza
Genre
Japanagromyza est un genre de diptères de la famille des Agromyzidae.

## Systématique
Le genre Japanagromyza a été créé en 1958 par l'entomologiste japonais Mitsuhiro Sasakawa (d) (1926-).

## Liste d'espèces
Selon BioLib (31 août 2021) :
- Japanagromyza aequalis Spencer, 1966
- Japanagromyza badia Spencer, 1977
- Japanagromyza brooksi Spencer, 1969
- Japanagromyza desmodivora Spencer, 1966
- Japanagromyza duchesneae (Sasakawa, 1954)
- Japanagromyza eucalypti Spencer, 1963
- Japanagromyza fortis Spencer, 1977
- Japanagromyza howensis Spencer, 1977
- Japanagromyza inaequalis (Malloch, 1914)
- Japanagromyza irwini (Spencer, 1981)
- Japanagromyza kalshoveni (de Meijere, 1934)
- Japanagromyza perpetua Spencer, 1973
- Japanagromyza polygoni Spencer, 1973
- Japanagromyza rutiliceps (Melander, 1913)
- Japanagromyza salicifolii (Collin, 1911)
- Japanagromyza setigera (Malloch, 1914)
- Japanagromyza tristella (Thomson, 1869)
- Japanagromyza viridula (Coquillett, 1902)
- Japanagromyza yanoi (Sasakawa, 1955)
- Japanagromyza yoshimotoi Sasakawa, 1963